# Spoorlijn Plešivec – Slavošovce
De spoorlijn Plešivec – Slavošovce (lijnnummer 166) is een secundaire enkelsporige lijn in het zuidzuidoosten van Slowakije die Plešivec en Slavošovce met elkaar verbindt. In het zuiden van het Slowaakse Ertsgebergte loopt deze lijn doorheen de Štítnikvallei, van Plešivec via Štítnik naar Slavošovce. Ze is 23,808 km lang met een hellingsgraad van maximaal 25 ‰ en een maximumsnelheid van 60 km/uur.  Op de regionale spoorkaart is ze afgebeeld met het nummer 12.

## Geschiedenis

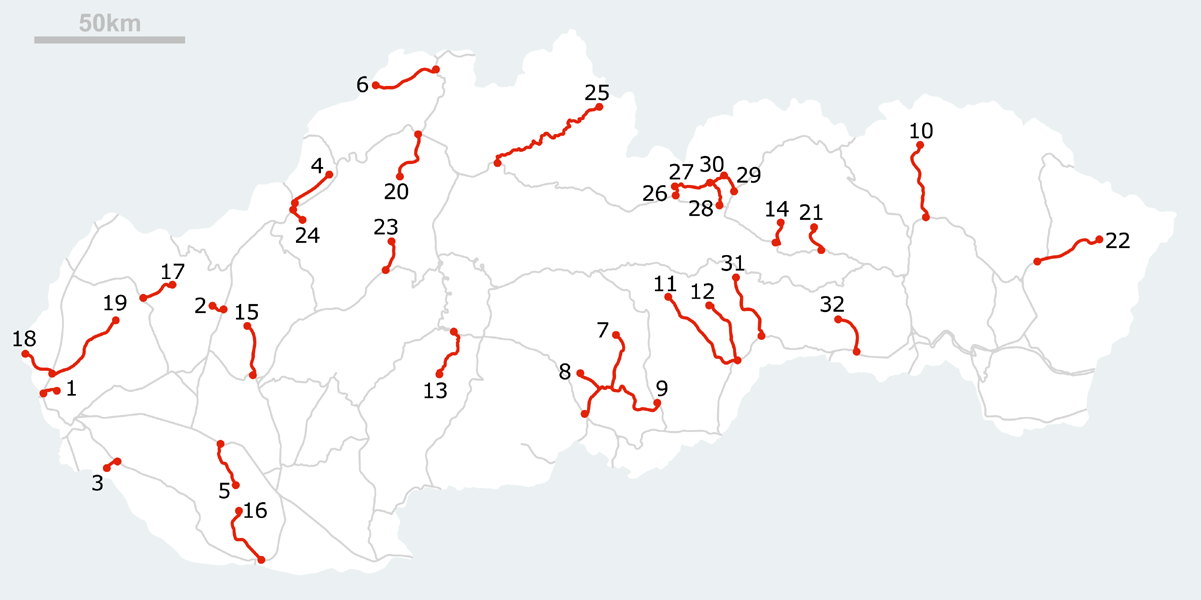
Regionale spoorkaart.
De lijn 166 (Plešivec – Slavošovce) is aangeduid met het nummer 12.

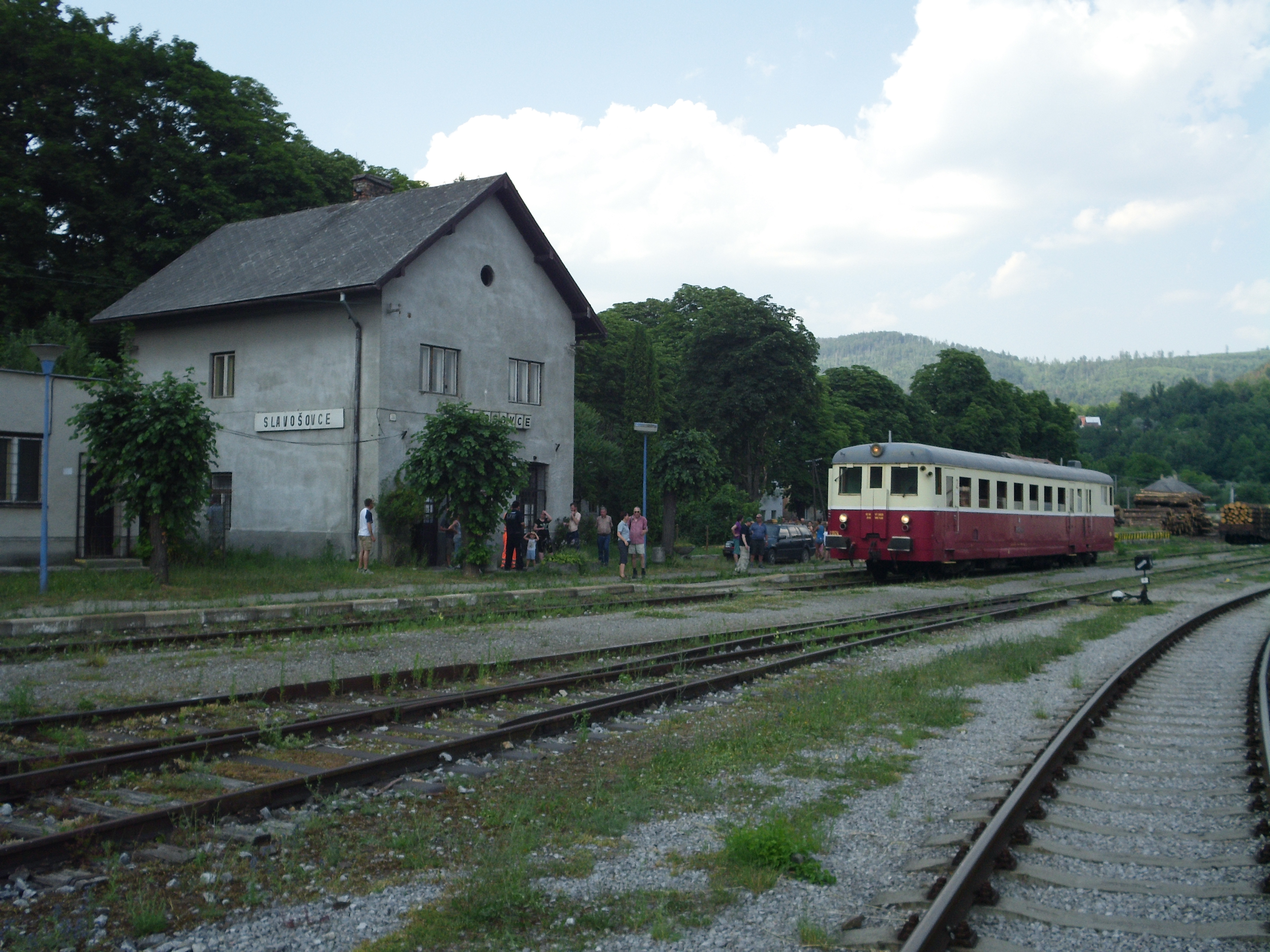
Een toeristische trein in station Slavošovce, anno 2015.

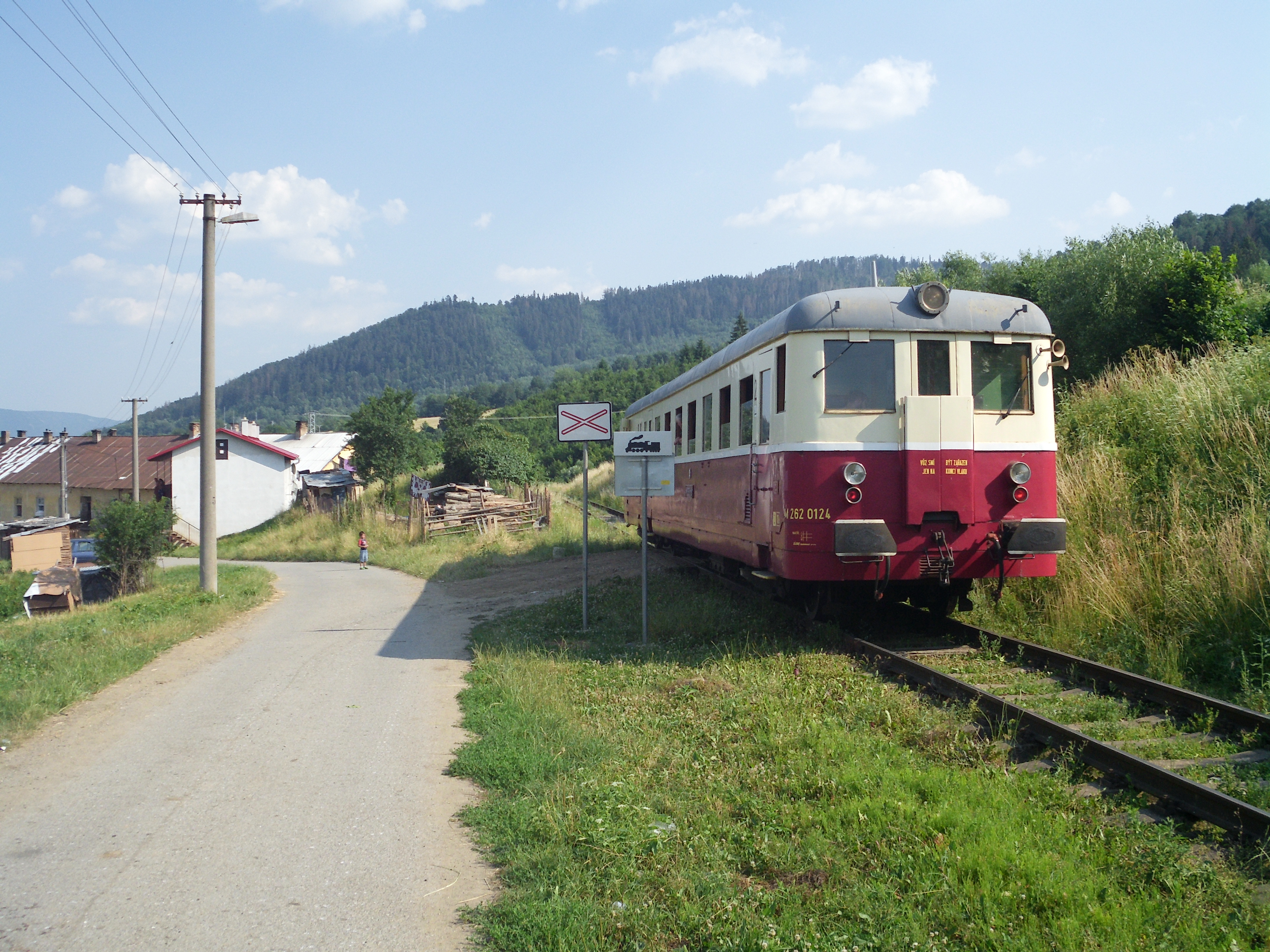
Een toeristische trein vlakbij station Slavošovce, anno 2015.

De uitbouw van het spoorwwegnet aan het einde van de 19e eeuw maakte in verscheidene Slowaakse regio's een groei van de welvaart mogelijk. 
De eerste spoorlijn in het zuiden van het Slowaakse Ertsgebergte was spoorlijn 167 van Bánréve (Noord-Hongarije) naar Dobšiná via Rožňava. Deze lijn dateerde uit 1874 en liep door de Sajóvallei. In de aangrenzende valleien, bijvoorbeeld in de Štítnikvallei  waar ook belangrijke mijnactiviteiten plaatsvonden, was er echter op het einde van de 19e eeuw nog steeds geen spoorweg. 
Ook hier wenste men specifiek de gemeenten in het stroomgebied van de rivier Štítnik  met elkaar te verbinden.
De totstandbrenging van verbindingen tussen vervoersknooppunten en centra in de regio's vereiste inspanningen. Teneinde de spoorlijn in de Štítnikvallei aan te leggen, richtten plaatselijke belanghebbenden in 1892 een actiegroep op, met hoofdkantoor in Boedapest : de Vereniging voor de Regionale spoorlijn "Csetnektal" ("Csetnekvolgyi helyi érdekú vasut részvénytársaság"). Het aandelenkapitaal van deze vennootschap bedroeg 1.055.200 gulden. Er werden 3.184 gewone aandelen en 7.025 prioriteitsaandelen uitgegeven van elk 100 gulden, aangevuld met reserveaandelen voor een totale waarde van 34.300 gulden. 
In september 1893 richtten men in de Štítnikvallei de naamloze vennootschap " Miestna železnica " ("Regionale spoorweg") op , met als doel via de gemeente Štítnik een spoorlijn te verwezenlijken naar de papierfabriek in Slavošovce. 
De bouwwerkzaamheden voor lijn 166 begonnen in de zomer van 1893 en het merendeel van de spoorarbeiders kwam van de zopas voltooide spoorlijn 165: Plešivec - Muráň. In Plešivec splitste de te bouwen lijn af van de hoofdlijn Rožňava – Plešivec. Vanaf daar volgde men de rivier "Štítnik" , door het gelijknamige dorp (Štítnik) naar Slavošovce. De relatief veeleisende constructie vereiste de bouw van 4 lange bruggen (onder meer: 18 meter en 10 meter), een aantal korte bruggen, 70 duikers, een aantal sleuven en een aantal 4 meter hoge dijken. De eerste trein reed over de lijn op 13 november 1894. 
Aan het einde van de lijn, in Slavošovce, maakte het spoor een boog van 180° en zodoende kwam het station van Slavošovce ietwat buiten het stadscentrum te liggen. In het verlengde van de lijn legde men het raccordement aan, naar de genoemde papierfabriek. 
Na de ineenstorting van Oostenrijk-Hongarije op 31 oktober 1918 en na de stichting van de Tweede Tsjecho-Slowaakse Republiek, werd lijn 166 overgedragen aan het bestuur van de nieuw opgerichte Tsjecho-Slowaakse Staatsspoorwegen (ČSD). 
In november 1938, na de Eerste Weense Arbitrage, keerden de Tsjecho-Slowaakse gebieden met een overwegend Hongaarstalige bevolking (en dus ook het traject Plešivec - Kunova Teplica van lijn 166) terug naar Hongarije.
De exploitant van het terugkerende lijngedeelte werd (van 1938 tot 1945) opnieuw de MÁV (Hongaarse Staatsspoorweg).
De Tsjecho-Slowaakse Staatsspoorwegen exploiteerden vanaf toen (1938) nog slechts het resterende deel van lijn 166 (van Štítnik mesto tot Slavošovce).
Door de verschuiving van de grenzen werd dit deel als een eiland, geïsoleerd van alle andere Tsjecho-Slowaakse lijnen.
Om aan deze afzondering te verhelpen trachtte men ter hoogte van Štítnik een zogenaamde "Gemer-verbindingslijn" aan te leggen, vanaf Štítnik (op het geïsoleerde lijngedeelte Štítnik - Slavošovce) naar Nižná Slaná, nabij de spoorlijn 167 : Rožňava – Dobšiná.
In Slavošovce werd eveneens begonnen met de aanleg van een gelijkaardige verbindingslijn in de richting Revúca, met als doel aan te sluiten op spoorlijn 165 : Plešivec – Muráň.
Vermits na de Tweede Wereldoorlog, in 1945, de spoorlijnen 165, 166 en 167 integraal terugkeerden naar Tsjecho-Slowakije, werd het werk voor de Gemer-verbindingslijnen gestaakt en bijgevolg bleven deze lijnen onafgewerkt. 

## Treindienst
In de zomerdienstregeling van 1941, toen spoorlijn 166 nog gedeeltelijk deel uitmaakte van Hongarije, reden zes paar passagierstreinen tussen Slavošovce en Štítnik mesto. Daarvan reden er twee in bevoorrecht doorgaand verkeer over Hongaars grondgebied via Plešivec en Rožňava van en naar Dobšiná (lijn 167). 
Op 1 januari 1993 werd lijn 166 - als gevolg van de Fluwelen Revolutie - overgedragen aan de nieuw opgerichte Spoorwegen van de Slowaakse Republiek (ŽSR). 
Wegens onvoldoende bezettingsgraad schorste de ŽSR vanaf 2 februari 2003 de rit van passagierstreinen over lijn 166. In de laatste dienstregeling van het jaar 2002 organiseerde deze operator nog zeven paren passagierstreinen die dagelijks reden met een interval van ongeveer twee uren. De reistijd tussen Plešivec en Slavošovce bedroeg 43 minuten. 
In de zomer van 2021 reden op zaterdagen en op feestdagen een paar rechtstreekse ZSSK-toeristentreinen van en naar Košice. 

## Stations en stopplaatsen
De lijn bedient de volgende stations (s) en haltes:
| Afstand | Station of stopplaats      | Bijzonderheid |
| ------- | -------------------------- | --- |
|         |                            | vertakking richting Rožňava, Dobšiná en Košice (lijn 160 : Zvolen – Košice)                                         |
| 0,000   | Plešivec (s)               | |
|         |                            | • vertakking richting Muráň (lijn 165 : Plešivec – Muráň) • vertakking richting Zvolen (lijn 160 : Košice - Zvolen) |
| 5,238   | Pašková                    | |
| 7,059   | Kunova Teplica (s)         | |
| 13,130  | Štítnik mesto              | |
|         |                            | vertakking richting Nižná Slaná, en verder onvoltooid in de richting van lijn 167 : Rožňava – Dobšiná               |
| 14,068  | Štítnik (s)                | |
| 15,538  | Roštár                     | |
| 17,416  | Ochtiná (s)                | |
| 20,638  | Rochovce                   | |
| 22,279  | Slavošovce obec (gemeente) | |
| 23,808  | Slavošovce (s)             | |
|         |                            | vertakking (onvoltooid) in de richting van Revúca (spoorlijn 165 : Plešivec – Muráň)                                |